# Detector de bombes d'Elitzur-Vaidman
En física, el problema del detector de bombes d'Elitzur–Vaidman és un experiment mental englobat en la mecànica quàntica, proposat per primera vegada per Avshalom Elitzur i Lev Vaidman el 1993. El 1994 es va construir i es va provar amb èxit un detector de bombes real per part d'Anton Zeilinger, Paul Kwiat, Harald Weinfurter i Thomas Herzog. En l'experiment es fa servir un interferòmetre de Mach-Zehnder per determinar si ha tingut lloc certa mesura. Va ser escollit per la revista New Scientist com una de les set meravelles del món quàntic.

## Problema
Considerem un conjunt de bombes, entre les quals n'hi ha de falses i de reals. Suposem que aquestes bombes tenen una característica especial: les bombes reals tenen un sensor accionat per fotons que farà detonar la bomba quan s'absorbeixi un fotó. Les bombes falses no tenen aquest sensor, no explotaran mai i deixaran passar el fotó sense interferir amb ell de cap manera. Aleshores, el problema rau en com detectar les bombes vertaderes sense haver de detonar-les. Si fem interaccionar un fotó amb cada bomba, les vertaderes explotaran i les falses romandran intactes. Així podrem saber quines són falses i quines són reals. Malauradament, aquest procés destruiria totes les bombes reals.

## Solució

Diagrama del detector de bombes. A: emissor de fotons,B: bomba a detectar,C i D: detector de fotons. Els miralls a les cantonades inferior esquerra i superior dreta són semimiralls.

La solució al problema es troba en l'observació del diferent comportament dels fotons depenent de si tenim una bomba falsa o una real, la qual cosa ens permetrà distingir un determinat percentatge de bombes reals. El comportament dels fotons que caldrà analitzar és l'explicat per la propietat de dualitat ona-corpuscle, una propietat de la mecànica quàntica.
L'experiment es realitzarà amb un interferòmetre de Mach-Zehnder i una font de llum que emet fotons d'un en un. Quan un fotó emès per la font de llum arriba a un semimirall, té la mateixa probabilitat de passar a través com de ser-ne reflectit. Col·loquem una bomba B que s'interposi en un dels camins del fotó. Si la bomba és real i el fotó passa pel camí on es troba la bomba, el fotó serà absorbit i detonarà la bomba. Si la bomba és falsa, el fotó passarà a través d'ella sense ser alterat.
Quan l'estat d'un fotó és alterat de manera no determinista, com quan interacciona amb un semimirall (el fotó té el 50% de probabilitats de travessar-lo o de ser-ne reflectit), tindrem una superposició quàntica. És a dir, el fotó estarà en els dos possibles estats i podrà interferir amb si mateix. Aquest fenomen continuarà fins que no hi hagi cap interaccioni amb ell, cosa que produirà el col·lapse de la funció d'ona i el retorn del fotó a un estat determinista.
En emetre un fotó, l'"ona de probabilitat" del fotó travessarà alhora el semimirall (prendrà el camí inferior) i es reflectirà (prendrà el camí superior). Depenent de si la bomba és falsa o vertadera, succeiran coses diferents.
Si la bomba és falsa, no absorbirà el fotó i l'ona continuarà per l'itinerari inferior fins al segon semimirall, on es trobarà amb l'ona superior i es produirà una autointerferència. La interferència serà constructiva al llarg de la trajectòria horitzontal que va a parar a D i serà destructiva al llarg de la trajectòria vertical que surt cap a C. Per tant, el detector en D observarà un fotó i el detector en C no.
Si la bomba és real, tindrem en el trajecte un observador (el detector de fotons de la bomba) que produïra el col·lapse de la funció d'ona. Aleshores el fotó haurà de trobar-se o bé en la ruta inferior o bé en la superior (hi ha 50% de probabilitat que estigui en una o en l'altra), però no en ambdós, com succeïa abans.
Si el fotó es troba en la ruta inferior, com que la bomba és real, el fotó serà absorbit i la bomba explotarà. Si el fotó es troba en la ruta superior, no interaccionarà amb la bomba. El fotó arribarà fins al segon semimirall, però com que el fotó no pot haver passat pel camí inferior, no hi haurà cap mena d'interferència. Ara el fotó podrà o bé travessar el semimirall cap a D o bé ser reflectit cap a C. Un dels dos detectors detectarà la presència del fotó. Si és el detector C qui el detecta, podrem afirmar que la bomba és real (és a dir, que hi ha un observador en el camí inferior), ja que en el cas que fos falsa, s'hagués produït una interferència destructiva que hagués impedit que el fotó fos detectat en aquest detector.
Amb aquest procés, el 25% de les bombes reals poden ser identificades sense ser destruïdes, mentre que el 50% de les bombes reals es destrueixen i el 25% restant roman sense identificar. En repetir el procés amb les bombes vertaderes sense identificar, el percentatge de bombes reals detectades sense ser destruïdes s'acosta al 33% de la població inicial de bombes reals.

### Interpretació d'Everett
Una forma conceptual d'entendre aquest fenomen és a través de la interpretació dels  universos paral·lels de Hugh Everett. La superposició d'estats és anàloga a tenir universos paral·lels per a cada un dels estats del fotó. Per tant, quan un fotó es troba amb un semimirall, en un dels universos el travessa mentre que en un altre es reflecteix en ella. Aquests dos universos estan completament separats excepte per la partícula en superposició. El fotó que passa a través del mirall en un univers pot interaccionar amb el fotó reflectit en ell en l'altre univers. Els fotons continuaran interaccionant entre ells fins que un observador d'un dels universos mesuri l'estat d'un dels fotons.

## Experiments
El 1994, Anton Zeilinger, Paul Kwiat, Harald Weinfurter i Thomas Herzog van dur a terme un experiment equivalent al proposat per Elitzur i Vaidman i van demostrar que eren possibles les mesures lliures d'interaccions.
El 1996, Kwiat et al. van idear un mètode, usant una seqüència de dispositius de polarització, que augmentava de forma eficient la probabilitat de trobar una bomba real fins a un percentatge proper al 100%. Essencialment consistia a dividir una fracció del feix de fotons en un gran nombre de feixos d'amplitud molt petita i reflectir-los tots al mirall, recombinant-los després amb el feix original. També es pot argumentar que aquest mètode revisat és simplement equivalent a una cavitat ressonant i el resultat apareix com més lògic d'aquesta manera.